# 杜瑞珠
靈道皇后（越南语：／；？—1190年），名杜瑞珠（越南语：／），是越南李朝時期李英宗李天祚的妃嬪、皇后（追尊）。
杜瑞珠的父親是一名侍中，她被封為淑妃（越南语：／），1173年為李天祚生下李高宗李龍𣉙。
李天祚死後，李龍𣉙繼位，是為李高宗，尊杜瑞珠和父親正室武氏為皇太后，她的尊號是昭天至理皇太后（越南语：／）。
1190年她去世，諡號靈道皇后。